# Heinrich Steinborn
Heinrich Steinborn (* 14. března 1894 – 9. února 1989 in Orlando, Florida) byl německý vzpěrač a profesionální wrestler, který se nejvíce proslavil v USA.

## Sportovní kariéra
Narodil se v Německu a vyrůstal poblíž Düsseldorfu. V roce 1921 se přestěhoval do USA.
Zápasy
- 1928: Jim Londos, prohrál.
- 1946, 1950: Primo Carnera, prohrál.